# Volker Schmidt (Autor)
Volker Schmidt (* 1976 in Klosterneuburg) ist ein österreichischer Autor, Drehbuchautor, Film- und Theaterregisseur, Fotograf und Schauspieler.

## Leben
Volker Schmidt studierte Schauspiel am Konservatorium der Stadt Wien. Engagements als Schauspieler führen ihn unter anderem nach Wien, Berlin und Graz. Darüber hinaus wirkte er in mehreren Kinofilmen mit (u. a. Kleine Fische, Der Bockerer III).
Als Regisseur arbeitete er u. a. bei den Wiener Festwochen, am Staatstheater Darmstadt, Staatstheater Hannover, am Staatstheater Braunschweig, am Saarländischen Staatstheater Saarbrücken an der Neuköllner Oper Berlin, am Schauspielhaus Wien, am Theater Phönix Linz, am Stadttheater St. Gallen, am Theater Magdeburg sowie in Kopenhagen, Moskau, Temeswar, Skopje und Bhutan.
Seit 2002 verfasst Schmidt Theaterstücke sowie Essays und Erzählungen. Ur- und Erstaufführungen als Dramatiker, u. a. am Theater Heidelberg, am Schauspiel Leipzig, am Staatstheater Hannover, Staatstheater Nürnberg, am Schauspielhaus Wien, am Volkstheater Wien, an der Neuköllner Oper, am Theater Phönix, am Theater Drachengasse und am Theater der Jugend. Für das Stück Die Mountainbiker gewinnt er 2007 den Jury- und Publikumspreis des Heidelberger Stückemarktes und wird damit zum Stückemarkt des Berliner Theatertreffens eingeladen. Für sein Stück schwarzweißlila erhält er den Berliner Kindertheaterpreis 2007. Weitere Einladungen erhält Schmidt u. a. zum Festival für Dramaturgie Santiago de Chile und NET-Festival Moskau. Seine Stücke wurden bisher in 10 Sprachen übersetzt.
Mit der von ihm gegründeten freien Theatergruppe new space company realisiert er regelmäßig Theaterstücke an Bühnen und off-spaces in Wien und Berlin. Für das Stationen-Drama komA, das er mit der new space company realisiert, erhält er den Nestroy-Preis für die Beste Off-Produktion 2008.
Seit 2020 arbeitet Volker Schmidt auch als professioneller Porträtfotograf für Schauspieler und Schauspielerinnen.
Für den WAFF realisierte er als Drehbuchautor und Ko-Regisseur mit Ana Sampaio Baros die Internet-Serie Nicht wieder Mary! sowie als Drehbuchautor das Sequel Alle lieben Ali.

## Theaterstücke (Auswahl)
- Himalaya, UA: dietheater Künstlerhaus, Wien (2003), Regie: Volker Schmidt, DE: Theater Heidelberg (2008), Regie: Anna Bergmann
- Unter Fischen, UA: Theater Phönix, Linz (2003), Regie: Zeno Stanek, Gewinnerstück des Wettbewerbs „Junges Radikales Volksstück“
- Ritchy 3, Jugendstück, UA: Theater der Jugend, Wien (2003), Regie: Tina Lanik, DE: Junges Schauspiel Hannover (2009) Regie: Volker Schmidt
- Stormy Love inna Beatbox, UA: Schauspielhaus Wien, (2004) Regie: Volker Schmidt, DE: Junges Schauspiel Hannover (2008) Regie: V. Schmidt
- Blick durchs Fenster, UA: Stadttheater Gießen (2006), Regie: Ragna Kirck, Polnische EA: Teatr Lalka (2025), Regie: Pamela Leończyk
- Man muss dankbar sein, UA: Theater Drachengasse, Wien (2007), Regie: Volker Schmidt, Russische EA: Theatr Praktika, Moskau (2015)
- Das Ballhaus – Schauspiel ohne Worte nach dem Stück Le Bal von Jean-Claude Penchenat, (UA) Volkstheater Wien (2007), Regie: Gil Mehmert
- komA, Multimediales Stationentheater UA: new space company & Dschungel Wien; Regie: Georg Staudacher, Volker Schmidt, Nestroypreis 2008 (Beste Off-Produktion) sowie STELLA-Preis 2008.
- schwarzweißlila, UA: GRIPS-Theater, Berlin (2007), Regie: Yüksel Yolcu, ÖEA: Dschungel Wien, (2016), Regie: Volker Schmidt
- Die Mountainbiker, UA: Theater Heidelberg (2007), Regie: O. Zambeletti, ÖEA: Schauspielhaus Wien (2008) Regie: A. Charim
- Pflugversuch, UA: Theater Brauhaus, Litschau (2008), Regie: Zeno Stanek, DE: Monsun-Theater Hamburg (2011), Regie: Marianne Hauttmann
- Dörfer, UA: Zimmertheater Tübingen (2009), Regie: Robert Arnold ÖEA: Theater Drachengasse, Wien, Regie: Günther Treptow
- Rumor, UA: Linz 09 & Schäxpirfestival, Linz, Het Lab (NL), Utrecht, (2009) Regie: Giselle Vegter
- Peer lügt, Oper, UA: Neuköllner Oper, Berlin (2010), Regie: Volker Schmidt
- Ihr könnt froh sein, UA: Theater Kosmos, Bregenz (2014), Regie: Hubert Dragaschnig Russische EA: Theatr Praktika, Moskau, Regie: V.  Schmidt
- Eigentlich schön, UA: Schauspiel Leipzig (2014), Regie: Bruno Cathomas Rumänische EA: Deutsches Staatstheater Temeswar (2016), Regie: V. Schmidt
- Zero People nach Tiqqun, UA: Garage X, Wien (2014)
- neustiftgasse 1, Einakter, UA: Volkstheater Wien (2015)
- Der Fuchs, UA: Ballhaus Ost, Berlin/Galerie IM ERSTEN, Wien (2015), Regie: Volker Schmidt
- Neurotik, Einakter, UA: Schauspielhaus Graz (2016), Regie: András Dömötör
- djihad von Volker Schmidt, UA: Stadttheater Ingolstadt (2016) Regie: Volker Schmidt
- kolhaaz (wir sind überall), UA: Schauspielhaus Wien (2017)
- Freiheit, UA: new space company, Wien (2017)[7] R: Regie. Volker Schmidt
- Kaltes Herz, UA: Theater Phönix, Linz (2019) Regie: Volker Schmidt
- Textiltrilogie, UA, Staatstheater Nürnberg, Regie: Anne Bader
- Kranichstein represent (Deutschland braucht das)[8], UA:  Staatstheater Darmstadt, (2019), Regie: Volker Schmidt
- Staatstheater represent (Wo ist Emilia G.?)[9], UA:  Staatstheater Darmstadt, (2020) Regie: Volker Schmidt
- Darmstadt represent (Verweile doch!),[10], UA:  Staatstheater Darmstadt, (2022) Regie: Volker Schmidt
- PEACES (fragments of love), UA:  Theater am Werk, (2024) Regie: Volker Schmidt
- Lücke zum Glück, UA: Stadttheater Ingolstadt (2025) Regie: Volker Schmidt
- brand Staatstheater Braunschweig (2025) Regie: Leon Bornemann

## Regiearbeiten (Auswahl)
- 2003 Himalaya (UA) von Volker Schmidt; dietheater Künstlerhaus Wien
- 2004 Stormy Love inna Beatbox (UA) von Volker Schmidt; Schauspielhaus Wien
- 2007 Vinter under Bordet (Dän. EA) von Roland Topor, Krudttønden, Kopenhagen
- 2007 Man muss dankbar sein (UA) von Volker Schmidt, Theater Drachengasse, Wien
- 2007 komA (UA); Multimediales Stationentheater; new space company & Dschungel Wien; Regie: Georg Staudacher, Volker Schmidt. Ausgezeichnet mit dem Nestroypreis 2008 (Beste Off-Produktion) sowie dem STELLA-Preis.
- 2007 Major Dux (Jazz-Oper, UA) von Martin Baltscheit und Sandra Weckert, Neuköllner Oper, Berlin
- 2008 Stormy Love inna Beatbox (DE) von Volker Schmidt, Junges Schauspiel Hannover
- 2009 Die Nibelungen von Friedrich Hebbel, Theater Phönix, Linz
- 2009 Stille, Tanztheater, Choreographie: Valerie Klein, Linz 09 im Rahmen von “I like to move it, move it”, Hafenhalle 09, Linz
- 2009 Ritchy 3 von Volker Schmidt, Junges Schauspiel Hannover
- 2010 Peer lügt, Oper von Hans Platzgumer und Volker Schmidt, Neuköllner Oper, Berlin
- 2010 Hass nach dem Film „La Haine“ von Mathieu Kassovitz, new space company/Wiener Festwochen
- 2011 Hotel Braunschweig (UA) von Juliane Kann, Junges Staatstheater Braunschweig
- 2011 Nigthasylum ff. nach Maxim Gorki, Nyaveny, Kopenhagen
- 2011 Hedda Gabler von H. Ibsen, Theater St. Gallen
- 2012 Verrücktes Blut (ÖEA) von Nurkan Erpulat/Jens Hillje, new space company/Garage X, Wien
- 2012 Sampled Identity, Tanz- und Musiktheater, Koproduktion Ensemble Resonanz/Hiphop Academy Hamburg und Kampnagel, Hamburg
- 2012 Angst essen Seele auf nach W. Fassbinder, Betty Nansen Teatret, Kopenhagen
- 2012 Rosenkriege nach W. Shakespeare, Theater Phönix, Linz
- 2013 Frühlingserwachen (LIVE FAST-DIE YOUNG!) von N. Calis nach F. Wedekind, Junges Staatstheater Braunschweig
- 2014 Zero People mit Texten aus Grundbausteine einer Theorie des Jungen-Mädchens von Tiqqun in einer Fassung von Volker Schmidt, Kooperation new space company/Garage X, Wien
- 2015 Über Jungs von David Gieselmann, Theater Magdeburg
- 2015 Нужно быть благодарным/Man muss dankbar sein von Volker Schmidt, Theatr Praktika, Moskau
- 2015 Der Fuchs von Volker Schmidt, Ballhaus Ost, Berlin/Galerie IM ERSTEN Wien/new space company
- 2015 Eigentlich schön von Volker Schmidt, Deutsches Staatstheater Temeswar, Rumänien
- 2016 schwarzweißlila von Volker Schmidt, Dschungel Wien
- 2016 Klavigo/Clavigo von Johann Wolfgang Goethe, Lettisches Nationaltheater, Riga
- 2016 djihad von Volker Schmidt, Stadttheater Ingolstadt
- 2017 kolhaaz (wir sind überall) von Volker Schmidt, Schauspielhaus Wien, Kooperation mit der MUK Uni Wien
- 2018 Anders von Andreas Steinhöfel, für die Bühne bearbeitet von Anne Bader, Landestheater St. Pölten
- 2018 Iphigenie in Aulis von Euripides, Staatstheater Saarbrücken
- 2019 Kranichstein represent (Deutschland braucht das) von Volker Schmidt und Ensemble, Staatstheater Darmstadt
- 2019 Kaltes Herz, von Volker Schmidt, UA: Theater Phönix, Linz (2019)
- 2020 Staatstheater represent (Wo ist Emilia G.?)[9] von Volker Schmidt, Staatstheater Darmstadt (2020)
- 2022 Darmstadt represent (Verweile doch!)[10] von Volker Schmidt Staatstheater Darmstadt, (2022)
- 2023 Touch Ground, Performance im öffentlichen Raum im Rahmen von urbanize! – Int. Festival für urbane Erkundungen
- 2024 PEACES (fragments of love), UA:  Theater am Werk, (2024) Regie: Volker Schmidt
- 2025 Lücke zum Glück[11], UA: Stadttheater Ingolstadt (2025) Regie: Volker Schmidt

## Auszeichnungen, Einladungen, Stipendien

### Auszeichnungen
- 2002 Gewinner des Autorenwettbewerbs „Junges radikales Volksstück“ des Theater Phönix (Linz) mit Unter Fischen
- 2007 Hauptpreis und Publikumspreis des Heidelberger Stückemarktes mit Die Mountainbiker
- 2007 Gewinner des Berliner Kindertheaterpreises des GRIPS-Theaters mit schwarzweißlila
- 2008 Nestroy-Preis 2008 (Beste Off-Produktion) für komA
- 2008 STELLA 2008-Darstellende.Kunst.Preis für junges Publikum für komA
- 2024 Drehbuchpreis "Write a screenplay for...", Kategorie Drama für "Lumea ta - Deine Welt", Co-Autorin: Inna Cebotari

### Einladungen
- 2003 Autorenwerkstattage des Burgtheaters
- 2006 Schäxpir-Theaterfestival für Junges Publikum mit Stormy Love Inna Beatbox
- 2006 Mühlviertler Festspiele Schwertberg mit Stormy Love Inna Beatbox
- 2007 Einladung zum Stückemarkt des Berliner Theatertreffens mit Die Mountainbiker
- 2010 Einladung zum Sibfest – Sibiu Int. Theatre Festival (RO) mit Die Mountainbiker
- 2008 Einladung zum NET-Festival Moskau mit Die Mountainbiker
- 2008 Einladung zum Festival für europäische Dramatik, Santiago de Chile mit Die Mountainbiker
- 2012 Einladung zu „Hart am Wind“- 3. Norddeutsches Kinder- und Jugendtheaterfestival mit Hotel Braunschweig (Regie)
- 2013 Golden Mask Festival Moskau mit komA (Produktion des Goethe-Instituts Kiew)
- 2016 Theaterfestival Piatra Neamț (RO) mit Eigentlich schön
- 2016 Int. Theaterfestival Oradea (RO) mit Eigentlich schön
- 2017 Tbilissi Literaturfestival, Georgien mit djihad
- 2024 Einladung zu den Autor:innentheatertagen des Deutschen Theaters Berlin mit PEACES (fragments of love)[12]

### Stipendien
- 2003 und 2006 Dramatikerstipendium des BKA, Sektion Kunst
- 2004 Stipendium der Literar-Mechana
- 2005 Dramatikerstipendium der Stadt Wien
- 2010 und 2013 Dramatikerstipendium des BMUKK
- 2022 Arbeitsstipendium (Dramatik) der Stadt Wien